# 母も娘も
『母も娘も』（ははもむすめも）は、1983年1月5日～2月25日にTBS「花王 愛の劇場」枠にて放送されたテレビドラマである。

## 概要
家が没落し、夫と別れてから家政婦紹介所を開いた母と娘達の物語。

## キャスト
- 吉見克代：浜木綿子
- 吉見藍子：片平なぎさ
- 河原崎建三
- 吉見紅子：清水久美子
- 香月光子：甲斐智枝美
- 香月苑子：鰐淵晴子
- 神山繁
- 戸張：根上淳
- おしの：上月左知子
- 叶正彦：石田純一
- 兼藤良晴：堀川重人
- 田辺彩子：後藤加代

## 主題歌
- 「積木の城」（八代亜紀）
  - 作詞：なかにし礼／作曲：浜圭介／編曲：竜崎孝路